# Amphimallon pygiale
Amphimallon pygiale es una especie de coleóptero de la familia Scarabaeidae.

## Distribución geográfica
Habita en la Europa mediterránea continental (España y Francia).